# 관청초등학교
관청초등학교는 대한민국 전라북도 정읍시에 있었던 공립 초등학교이다.

## 학교 연혁
- 1949년 10월 1일: 개교
- 2019년 2월 28일 : 폐교[1]

## 참고 자료
- 관청초등학교 - 한국교육학술정보원 학교알리미